# 科尔瓦语
科尔瓦语是印度恰蒂斯加尔邦、贾坎德邦一种南亚语系蒙达语族语言。
现有科尔瓦语语言学文献有Bahl (1962)，基于恰蒂斯加尔邦赖格尔县Jashpurnagar区Bagicha街道Dumertoli村方言。

## 方言
科尔瓦语是一个方言连续体，有科尔瓦方言和科达库方言，分别由科尔瓦族和科达库族使用。在科尔瓦人中，只有山区的科尔瓦人还在说这种语言，其他的人都转而使用地区语言。贾坎德邦科达库族称自己的语言为“科尔瓦”。他们都把那格浦尔语、库鲁克语、恰蒂斯加尔语等作为第二语言，那格浦尔语有时是第一语言。
Gregory Anderson (2008:195)列出下列科尔瓦语方言分布地点：
- 科尔瓦方言分布在恰蒂斯加尔邦东北部，包括苏古贾县南部、杰什布尔县、赖格尔县及邻近地区。科尔瓦方言缺乏记录，唯一的文献是未发表的手稿。
- 科达库方言分布在北方邦米尔扎布尔县南部和恰蒂斯加尔邦苏古贾县。只在Singh & Danda (1986)中记录了少量亲属词。

Singh & Danda (1986:1)：“科达库人非常清楚自己和科尔瓦人之间的区别，当科尔瓦人向科达库人询问他的部落时，也会有明确的区分，反之亦然。”